# Chimarra sinuosa
Chimarra sinuosa là một loài Trichoptera trong họ Philopotamidae. Chúng phân bố ở miền Australasia.